# أندرو ليون
أندرو ليون (18 ديسمبر 1946 في المملكة المتحدة - ) (بالإنجليزية: Andrew Lyon)‏ هو لاعب كريكت بريطاني. لعب مع نادي مقاطعة ميدلسكس للكريكت ‏ وBuckinghamshire County Cricket Club ‏.

## وصلات خارجية
- أندرو ليون على موقع إي آس بي آن كريك إنفو (الإنجليزية)